# ديرمود أوميرا
ديرمود أوميرا (بالإنجليزية: Dermod O'Meara)‏ طبيب وشاعر ايرلندي، وهو مؤلف أول عمل طبي طبع في دبلن عام 1916. وهو أب الفيزيولوجي إدموند أوميرا.
ديرمود هو ابن دومنايل أوميرا وهو قائد فرقة أوميرا سبتمبر والابن المتبنى لتوماس باتلر، لقد كانت عائلته أطباء وشعراء بشكل وراثي من إيرل أورموند.
نشر أول عمل لديرمود وهو أيضا أول كتاب لاتيني في ايرلندا، وهو كتاب أورمونيوس، وذلك عام 1614. وهي قصيدة مدح بالأسلوب الملحمي عن حياة توماس بتلر.
يصف أوميرا نفسه في تلك القصيدة بأنه درويد، ويدعي أن توماس قد رضع كطفل رضيع من قبل آين (en) وهي إلهة ايرلندية.
بعد ذلك، درس اوميرا الطب في مدينة ريمز الفرنسية وتخرج منها ثم عاد إلى ايرلندا وكتب دي موريبوس: فاثولوجيا هيريديتاريا جينيراليز، وهو نص عن الامراض الوراثية.
يدعي في كتابه أن بعض الأمراض وراثية وكذلك بعض السمات موروثة، و أن هناك مجموعتين من المعلومات الوراثية واحدة من الأم والأخرى من الأب، وأن السمات الضعيفة قد تكون مغطاة بسمات قوية.
في وقت لاحق من الحياة، اقتحم ديرمود أوميرا وعائلته منزل اورمود خلال الحلف الإيرلندي الكاثوليكي، حيث فضلوا القطيعة التامة مع إنجلترا وذكر أن ديرمود كان قد ذهب إلى محكمة الملك تشارلز الأول. وقد اتهم في ايرلندا بتهمة الخيانة العظمى، لكن يبدو انه لم يلقى القبض عليه ابدا.